# Tadeusz Walasek
Tadeusz Walasek (15 de julio de 1936 – 4 de noviembre de 2011) fue un boxeador polaco. Compitió en las olimpíadas de 1956, 1960 y 1964 y ganó una medalla de plata en 1960 y una de bronce en 1964, ambas en la división de peso mediano. En 1960 pierde el último combate con Eddie Crook por un pequeño margen (2:3).
Walasek Compitió tres veces en el Campeonato Europeo de Boxeo Aficionado y ganó dos medallas de plata, en 1957 en la división de peso superwélter, y en 1959 en la categoría peso mediano, y una medalla de oro en 1961 en peso mediano.
Fue ganador del Premio de Boxeo Aleksander Reksza en 1996.